# アデランス
株式会社アデランス（Aderans Company Limited）は総合毛髪関連企業。「アデランス」はウィッグの他、同社が展開する男性向け育毛・増毛サービスのブランド名でもある。名称はフランス語で「接着・付着」を意味する「adhérence」に由来するものである。

## 概要
日本ではアートネイチャーと並ぶシェアを誇る総合毛髪企業のトップメーカーとして君臨し、また、近年はヘアスカルプ事業、美容事業、ヘルスケア事業、芸能用のウィッグやヘアーメイキングなどにも取り組んでいる。欧州への事業展開やアジア展開、北米では自毛植毛および医療毛髪再生のボズレー社や北米最大のトータルヘアソリューション企業であるヘアクラブ社をグループ化しており、総合毛髪のグローバル企業である。また、積極的にCSR(企業の社会的責任)を推進し、円形脱毛症や抗がん剤で脱毛している子供達に40年以上、医療用ウィッグを無償提供している。また、大学との産学連携の皮膚・毛髪研究を積極的に実施している。創業は1968年。
近年では女性向けウィッグが売り上げの6割を占めている。
2007年9月3日に会社分割により持株会社制に移行したため、（初代）株式会社アデランスは株式会社アデランスホールディングスとなり、会社分割により新設された（2代目）株式会社アデランスは株式会社アデランスホールディングスの完全子会社であった。
2010年9月1日に組織改編を行い、フォンテーヌ株式会社と共に、持株会社の株式会社アデランスホールディングスへ吸収合併され、株式会社アデランスホールディングスは株式会社ユニヘアーへ商号変更した。
しかし、上記の新社名が世間に浸透しなかったことや創業の原点回帰などを理由として2011年7月1日に（3代目）株式会社アデランスへ社名を戻し現在に至る。
2016年11月30日、投資会社インテグラル傘下のアドヒアレンス株式会社による株式公開買付けが成立、同年12月6日付で議決権所有割合にて74.80%の株式を取得した。2017年2月15日に株式併合が行われ、株主がアドヒアレンス株式会社と代表取締役の根本信男のみとなった。

## ブランド名について
カタカナ表記で赤のコーポレートロゴで知られる（2代目）株式会社アデランスは2009年11月から12月にかけ、ブランド名の変更を行った。まず、11月16日に女性向けブランドである「レディス アデランス」が、アデランス傘下のフォンテーヌとブランド名を揃え、「FONTAINE」に名称変更。追って、同年12月8日には男性向けブランドの「アデランス」も「ADERANS」に替わり、シンボルカラーが淡いブルーとなった（同日に（2代目）株式会社アデランス並びにアデランスホールディングスのコーポレートロゴマークも同じロゴに変更）。
このため、従来「アデランス○○店」となっていた直営サロン名称の内、男性向けの「ADERANS」・女性向けの「FONTAINE」を両方扱う業態については「フォンテーヌ クチュール&アデランス○○」に、どちらか片方を扱う店舗については「アデランス○○」又は「フォンテーヌ クチュール○○」にそれぞれ名称変更した。
その後、大株主である米国ファンドが招聘した経営陣により、会社名を株式会社ユニヘアーにしたが浸透せず、結局は変更前の初代ロゴに戻されている（3代目）。変更後も男性ブランド「ADERANS」のブランド名は維持されているが、3代目ではカタカナ表記とは別のブランドロゴ（"Aderans"の表記でシンボルカラーは赤）も制定された。

## 歴代CM出演者

### 現在
※「FONTAINE」のCM出演者はフォンテーヌを参照。
- 船越英一郎（2013年、2019年 - ）
- 葛西紀明（2021年 - ）
- 宮田俊哉（2021年 - ）

### 過去
～1980年代
- 若原一郎・若原瞳親子
- 藤巻潤
- 新井規矩雄（プロゴルファー）　当時アデランス社所属プロ
- 林義久
- 上原謙
- 南たかし（初代ミスター・アデランス）
- 朝丘雪路（南たかしと共演）
- フランク永井（南たかしと共演）
- トム・ワイスコフ（プロゴルファー）
- ボブ・トスキ（プロゴルファー）
- ポール・アンカ
- 竹村健一
- 5代目柳家小さん
- 鮎川いづみ
- 森川由加里
- 十朱幸代
- 竹中直人　ほか

1990年代
- 藤本義一
- 堤大二郎
- ルー大柴
- アルシンド
- しかま（色摩）茂雄（関根勤のマネージャー。CMでは関根と共演）
- かとうれいこ
- 辺見えみり
- 鈴木紗理奈
- 松田純

2000年代
- 井川遥
- 木内晶子
- ビリーバンバン
- 吉岡美穂
- くりぃむしちゅー
- 劇団ひとり
- 菅井玲
- ほしのあき
- なだぎ武（ザ・プラン9）
- みのもんた
- 原日出子
- ピーコ
- 八千草薫
- 高橋佳代子
- 南明奈
- 三善英史 ほか

2010年代
- 石田太郎（2010年2月 - ）
- 新庄剛志（2010年1月 - ）[注 1]
- 東幹久（2010年1月 - ）[注 1]
- 山口智充（DonDokoDon）（2010年1月 - ）[注 1]
- 竜雷太（2010年2月 - ）
- 上田耕一（2010年2月 - ）
- 矢島健一（2010年2月 - ）
- 岩松了（2010年2月 - ）
- 草野康太（2010年2月 - ）
- 髙嶋政宏（2010年3月 - ）[注 1]
- 八嶋智人（2010年3月 - ）[注 1]
- 芦田愛菜（2011年10月 - ）
- ダンディ坂野（2012年7月 - ）
- 佐々木もよこ（2012年7月 - ）
- 中山雅史（2013年6月 - ）

2020年代
- 遠藤憲一（2016年9月 - 2024年8月）

## 提供番組

### テレビ

#### 現在（テレビ）
※印:2012年2月よりクレジット表記を「アデランス」に変更。該当の番組は「アデランス」→「Aderans」→「アデランス」→「アデランスイヴ」→「FONTAINE」と幾度かのクレジット表記の変更を経て初期のクレジット表記に戻っており、TVCMの内容は「FONTAINE」のブランド名で展開する女性向けである。2024年現在放送中ではあるが近年提供番組が少なくなり、週替わりまたは不定期枠が多くなる。
- 情報ライブ ミヤネ屋 ※（ytv制作・日本テレビ系） - 14時台（14:40頃まで）
- 秘密のケンミンSHOW極（ytv制作・日本テレビ系） - 2014年10月～。男性用かつらCM。
- 徹子の部屋（テレビ朝日系）
- news23（TBS系）- 2022年4月〜。男性用かつらCM[注 2]。
- 中居正広の金曜日のスマイルたちへ（TBS系） - 2017年4月〜。男性用かつらCM。
- Nスタ（TBS系） - 水曜ナショナルセールス枠。2019年4月〜。女性用かつらCM。
- めざまし8 ※（フジテレビ系） - 月 - 金曜9:30 - 9:50頃。女性用かつらCM。
- ぽかぽか（フジテレビ系） - 2023年1月〜。女性用かつらCM。[6]
- アウト×デラックス（フジテレビ系）- 木曜11:00 - 11:40頃
- ひらけ!パンドラの箱 アンタッチャブるTV（カンテレ） - 2023年4月

上記の3番組では赤のカラー表示となっている（「FONTAINE」表記だった時もブルーグレーのカラー表示となっていた）。

2009年10月以降は『おもいッきりDON!』・『朝だ!生です旅サラダ』・『バンバンバン』と『ひるおび!（木曜13時台）』を降板。一部のCM枠を刷新している。（『おもいッきりDON!』の枠分は消滅。『旅サラダ』分は「金曜プレステージ（フジテレビ系）」と「土曜ワイド劇場（テレビ朝日系）」に、『バンバンバン』分はかつて提供していた『知っとこ!』に出戻り。『ひるおび!（木曜13時台）』分は「月曜ゴールデン」（TBS系）と『人志松本の○○な話』（フジテレビ系）男性用かつら中心へ提供枠を分散）など。その他、フォンテーヌと同様に、ローカルセールス枠やスポット枠に30秒CMが流れる場合もある。

#### 過去（テレビ）
※印：提供クレジット表記が「アデランスイヴ（2009年3月1日よりブランドロゴを一新した女性用かつらブランド）」名義。
- おもいッきりDON! ※（日本テレビ系。12:20 - 12:55頃（隔日）と13:20 - 13:35（木曜を除く毎日）女性用かつら中心。〜2009年9月30日）
- ザ・ワイド（日本テレビ系。前半枠複数社提供の1社）
- NNNきょうの出来事（日本テレビ系。複数社の1社）
- 水曜ドラマ（日本テレビ系）- 1991年10月 - 1992年9月まで。[注 3]
- 世界まる見え!テレビ特捜部（日本テレビ系）
- 解決!ナイナイアンサー（日本テレビ系） - 2014年4月 - 2017年3月、男性用かつらCM。
- とんねるずの生でダラダラいかせて!!（日本テレビ系。複数社提供の1社）
- 徳井と後藤と麗しのSHELLYと芳しの指原が今夜くらべてみました（日本テレビ系） - 2017年4月〜。男性用かつらCM。
- ウェークアップ※（ytv制作・日本テレビ系） - HH
- ビッグモーニング（TBS系。複数社の1社で1992年10月から隔日）
- ごごネタ!月曜・ビューティーTV（CBC制作・TBS系列） - 一社提供。
- ギミア・ぶれいく（TBS系。後期の提供・複数社の1社）
- ダウトをさがせ!（MBS制作・TBS系）
- 中村敦夫の地球発22時 → 中村敦夫の地球発23時 → 地球発19時（MBS制作・TBS系。筆頭複数社の1社）
- ジャングルTV ～タモリの法則～（MBS製作・TBS系）
- ひみつのアラシちゃん（TBS系。複数社の1社。男性用かつら。2008年9月25日で降板）
- 世界ふしぎ発見!（TBS系） - 2014年10月〜。終盤枠。男性用かつらCM。
- バンバンバン ※（MBS制作・TBS系。複数社筆頭。女性用かつら中心。～2009年9月25日）
- すてきな出逢い いい朝8時→いい朝8時→リアルタイム→サタモニ!→知っとこ! ※（MBS制作・TBS系。複数社提供の1社。生コマーシャルで放送していたが2004年3月27日で一時降板。2009年10月3日より出戻りし、2012年9月29日まで）
- アッコにおまかせ! ※（TBS系） - 2013年4月〜2014年3月。筆頭スポンサー・前半枠・後半枠を週替わりで交代。
- さんまのSUPERからくりTV（TBS系）
- 駆け込みドクター!運命を変える健康診断（TBS系） - 2013年4月〜2015年3月。前半枠・後半枠を週替わりで交代。男性用かつらCM。
- 林先生が驚く初耳学!（MBS制作・TBS系） - 前半枠・後半枠を週替わりで交代、2017年10月〜2019年3月。男性用かつらCM。
- 紅い稲妻 人見絹枝（MBS制作・TBS系）
- 爆報! THE フライデー（TBS系）-2018年10月〜。男性用かつらCM。
- ニュースJAPAN（フジテレビ系） - 23:00 - 23:20頃（隔日）
- 恋愛地球旅行 あいのり（フジテレビ系）
- ニッポンのぞき見太郎 あなたは多数派?少数派?（関西テレビ制作・フジテレビ系） - 前半枠。男性用かつらCM。
- ザ・ベストハウス123（フジテレビ系。複数社提供の1社。2008年10月1日〜2010年9月29日）
- ホンマでっか!?TV（フジテレビ系）
- 奇跡体験!アンビリバボー（フジテレビ系）
- とんねるずのみなさんのおかげでした（フジテレビ系）
- 一攫千金!日本ルー列島（フジテレビ系。金曜21:55～22:52の複数社の1社。男性用かつら。2008年9月26日で降板）
- 新報道2001（フジテレビ系） - 前半枠、2013年4月～。男性用かつらCM。
- Mr.サンデー（フジテレビ系） - 後半枠、2013年4月～2014年9月。男性用かつらCM。
- アウト×デラックス（フジテレビ系。複数社の1社。男性用かつらCM）
- 情報プレゼンター とくダネ! ※（フジテレビ系） - 月 - 金曜9:30 - 9:50頃
- バイキング（フジテレビ系）- 隔日提供。12:30 - 12:35頃。
- モーニングショー（テレビ朝日系。特定曜日の複数社提供の1社。生コマーシャルで放送していた）
- ロンドンハーツ（テレビ朝日系） - 複数社提供の1社、前半枠・後半枠を週替わりで交代。TVCMの内容は男性向けである為、クレジット表記は英語表記の「ADERANS」である。
- ワールドプロレスリング（テレビ朝日。金曜20:00放送時代の複数社提供の1社）
- 世界の村で発見!こんなところに日本人 ※（ABC制作・テレビ朝日系） - 2015年4月〜2016年3月。男性用かつらCM。
- 朝だ!生です旅サラダ ※（ABC制作・テレビ朝日系） - 〜2009年9月、2011年4月〜2020年9月。女性用かつらCM。
- 土曜ワイド劇場（テレビ朝日系。一時期の提供・複数社の1社。1989年4月〜1992年3月まで提供していた。※60秒 2009年10月3日に復帰し、2011年3月末まで務めた。※30秒「FONTAINE」ブランド）
- サンデープロジェクト（テレビ朝日系。日曜10時台複数社の1社。前半枠と後半枠を週替わりで交代）
- 新婚さんいらっしゃい! ※（ABC制作・テレビ朝日系） - 2012年4月〜2017年3月。筆頭スポンサー（2016年4月以降は万田発酵と同時筆頭スポンサー）
- 近未来創造サイエンス 奇跡の地球物語（テレビ朝日系） - 2014年7月〜9月、複数社提供開始に伴い30秒。男性用かつらCM。
- 近未来×予測テレビ ジキル&ハイド（ABC制作・テレビ朝日系）
- パネルクイズ アタック25 ※（ABC制作・テレビ朝日系） - 2011年10月〜。女性用かつらCM。
- ラストアイドル（テレビ朝日系）放送当初から提供、男性用かつらCM。
- 愛の貧乏脱出大作戦（テレビ東京系）
- 未来世紀ジパング〜沸騰現場の経済学〜（テレビ東京系） - 2013年1月〜2015年3月、提供開始は30秒、同年4月以降の前半枠・後半枠を週替わりで交代は90秒。男性用かつらCM。
- モヤモヤさまぁ〜ず2（テレビ東京系） - 複数社提供の1社、2012年10月〜2013年3月。前半枠・後半枠を週替わりで交代。TVCMの内容は男性向けである為、クレジット表記は英語表記の「ADERANS」である。
- 主治医が見つかる診療所（テレビ東京系） - 2013年4月〜2015年3月、前半枠・後半枠を週替わりで交代、男性用かつらCM。

### ラジオ
- テレフォン人生相談（ニッポン放送）

## その他
- かつて、お客様相談室（東京）の電話番号は語呂合わせでミヨイクログロと読めたが、東京の市内局番が4けた化され、頭に3が付くとサミシイクログロと読めてしまうため、番号が変更する直前にフリーダイヤル「0120-00-9696（ゼロゼロクログロ）」となった。後に番号は変更されているが、現在も「9696（クログロ）」で終わる。全国各地の店舗の電話番号もほとんどが「9696」で終わる（アデランス大阪本店など、一部例外あり）。
- 1980年代までのほとんどのCMは冒頭でキャッチチャイム"ピコピコピーン♪"が流れ、最後にサウンドロゴが流れていたことで知られている【"ア・デ・ラーンスゥ～"(1982頃まで)　"アデラーンス～"(男声コーラス　1983～1990頃)】[注 4]。なお、キャッチチャイムは生コマーシャルでも使用していた。後にサウンドロゴの部分は各地区ごとに電話番号を差し替えていた。2011年10月から放映されている「パパ、アデランスにしてよかったね。」CMシリーズでは、久々にキャッチチャイムと出演者である芦田愛菜の声による"アデラーンス～″のサウンドロゴが流れた。2024年秋から放映されている宮田俊哉出演のアデランスCMでは、冒頭に宮田俊哉の"アデラーンス～"とエンディングに新しい男声コーラスの"アデラーンス～"のサウンドロゴが流れた。{この他に2002年のアデランスファーザーズクラブのCMでキャッチチャイム、ビリーバンバンの声によるサウンドロゴが流れていた。またかつてメンズアデランスHPのCM集の中にあったアデランスの案内動画の一部に、佐々木もよこの"アデラーンス～"のサウンドロゴが冒頭・末尾の部分に流れていた｝。
- 2008年に社内でセクハラ行為があり、被害に遭った元従業員の女性が同社を相手取り提訴していたが、2014年に和解が成立した[7]。